# Бруно Крайски
Бруно Крайски (на немски: Bruno Kreisky) е австрийски политик от Социалдемократическата партия – федерален канцлер (1970 – 1983) и министър на външните работи (1959 – 1966) на Австрия, председател на партията (1967).

## Биография
Роден е в семейството на директор на текстилни предприятия, потомствен консерватор. Синът му обаче още 14-годишен става член на младежката организация на Социалдемократическата работническа партия на Австрия. Завършва гимназия (1929) и постъпва в Юридическия факултет на Виенския университет.През 1931 г. той напуска еврейската религиозна общност, ставайки агностик. След забраната на партията (1934) често пътува до Бърно, където е щабът на социалдемократическата емиграция. Арестуван е (1935) и е изправен пред съда заедно с други 20 души. Получава лека присъда поради публикации в британската преса за процеса, довели до протести на европейската общественост. Завършва юридическото си образование през 1937 г.
След Аншлуса (1938) В Австрия и 6 месеца арест емигрира в Швеция. Занимава се с журналистика, става кореспондент на редица западноевропейски вестници. Жени се за Вера Фюрт – дъщеря на крупен шведски предприемач с австрийски произход. След войната е съветник в австрийското посолство в Швеция.
Завърнал се в родината със семейството си (1951), Крайски започва работа в кабинета на президента Теодор Кьорнер. Активен привърженик на неутралитета на страната, той е прехвърлен в Министерството на външните работи, където изиграва важна роля в подготовката на Държавния договор за възстановяване на независима и демократична Австрия (и нейния статут на неутрална държава), сключен (1955) между правителството на страната и СССР, САЩ, Обединеното кралство и Франция. Крайски по-късно казва, че денят 26 октомври 1955 година, когато австрийският парламент декларира, че страната е постоянно неутрална държава, е и негов личен празник.
Крайски е министър на външните работи (1959 – 1966), полага много усилия за осъществяване на активна външна политика на страната, като същевременно запазва нейния статут на неутрална държава. Избран е за председател на партията (1967), възстановена след войната като Социалдемократическа партия (СДП). На изборите през март 1970 година СДП побеждава и Крайски става федерален канцлер.
Макар че като канцлер отделя много по-малко време на външната политика, той продължава да взема важно участие в нейното формиране и провеждане. Участва активно в работата на Съвещанието за сигурност и сътрудничество в Европа и подписва неговия Заключителен акт (1975). По инициатива на Крайски е изграден и открит Виенският международен център на ООН през 1979 г. Отделя много внимание на въпросите на разоръжаването, отношенията Север – Юг, конфликта в Близкия изток.
На изборите през април 1983 година СДП губи абсолютното си мнозинство в парламента и Крайски, на 72-годишна възраст, се оттегля от активната политика.
Избран е за вицепрезидент на Социалистическия интернационал на неговия XIII конгрес в Женева през 1976 г. Той е почетен председател на Социнтерна от 1983 г.. Вече пенсионер, продължава да работи в международната организация.
Почетен гражданин на Виена (1976).